# Aunuu

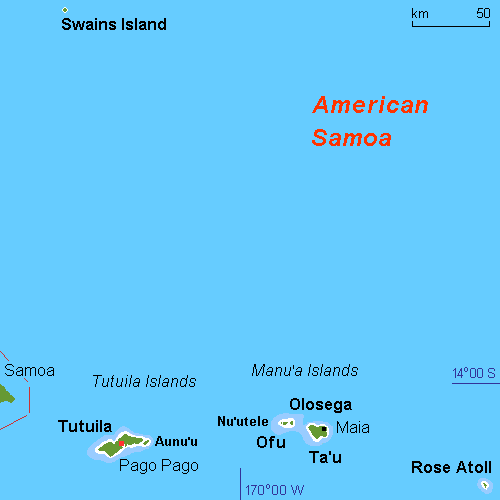
Lägeskarta

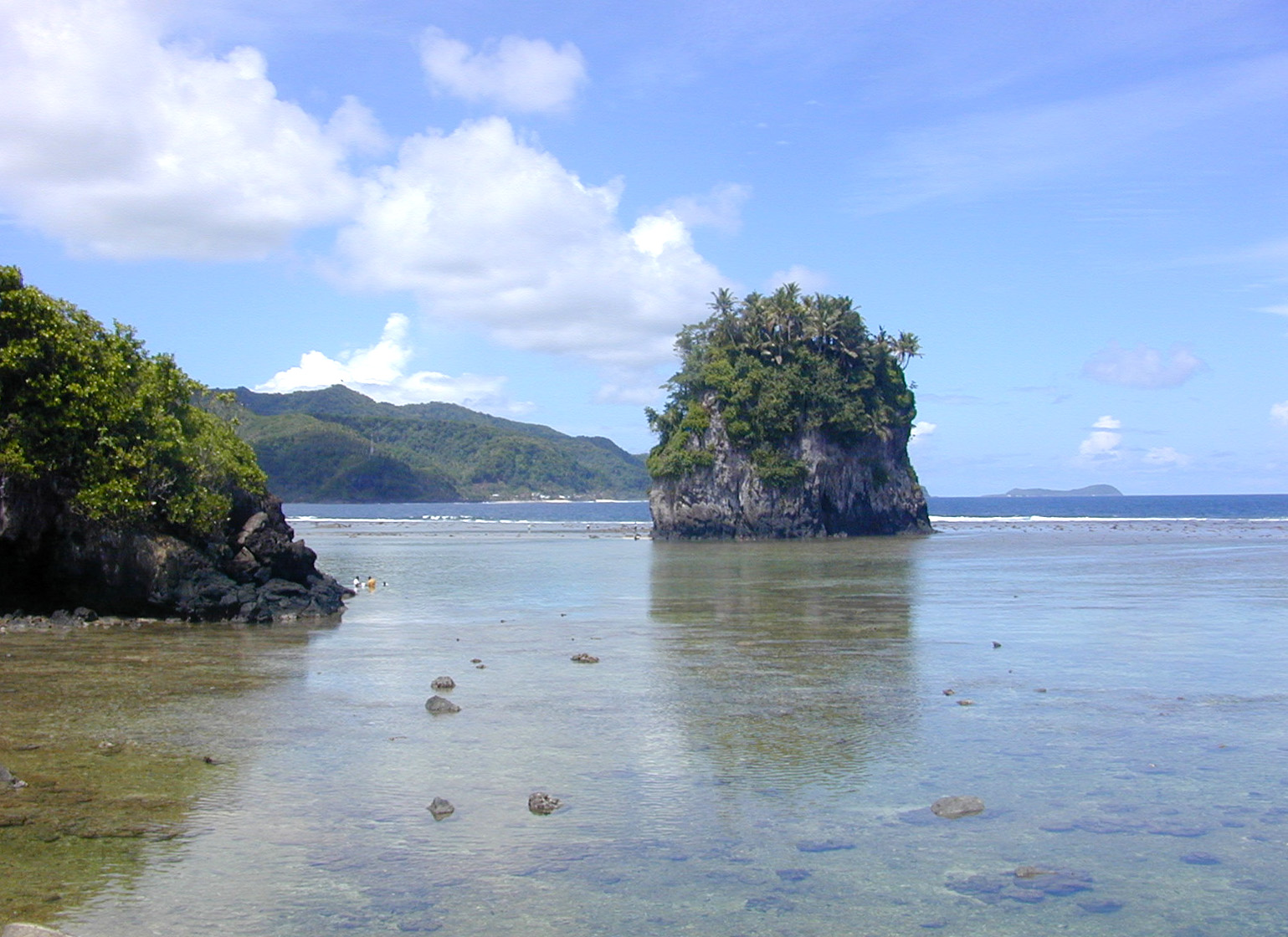
Aunu'u till hö om Fatu Rock

Aunu'u (engelska Aunu'u Island, samoanska O Aunu'u) är en ö i Amerikanska Samoa. i södra Stilla havet.

## Geografi
Aunu'u ligger cirka 1 km utanför den östra spetsen av huvudön Tutuila och är den minsta bebodda ön i Amerikanska Samoa.
Ön är av vulkaniskt ursprung och har en areal om ca 1,51 km² (1). 
Den högsta höjden är på ca 61 m ö.h. (2).
Ön har 4 områden med stora våtmarker där träskområdet Faimulivai Marsh med sina ca 14.9 ha är det största i hela Amerikanska Samoa. Våtmarkerna är boplats för bl.a. några sällsynta fåglar som stripanden (Anas superciliosa) och purpurhöna (Porphyrio porphyrio). Tygelanden har dock inte iakttagits sedan 1976 och är möjligen utdöd i området. Alla våtmarker är numera ett skyddad område i den ca 20 ha stora "Aunu'u National Natural Landmark" (3).
Befolkningen uppgår till ca 476 invånare (3) där de flesta bor i huvudorten Aunu'u village på öns västra del. Förvaltningsmässigt är ön del av distriktet Eastern District.
Ön kan endast nås med fartyg då den saknar flygplats, det finns regelbundna färjeförbindelser med huvudön Tutuila.

## Historia
Samoaöarna beboddes av polynesier sedan 1000-talet f.kr..
Den 17 april 1900 övergår Aunu'u tillsammans med Tutuila formellt till USA:s förvaltning efter Samoaöarnas delning genom Berlinfördraget.
Aunu'u förvaltades av den amerikanska flottan (US Navy) från den 17 februari 1900 till den 29 juni 1951 då förvaltningen övergick till det amerikanska inrikesdepartementet (US Department of the Interior).
Den 28 februari 1947 föddes Togiola Tulafono på Aunu'u. Tulafono är Amerikanska Samoas nuvarande guvernör (lokal regeringschef) sedan 2003.